# Eugene Burton Ely

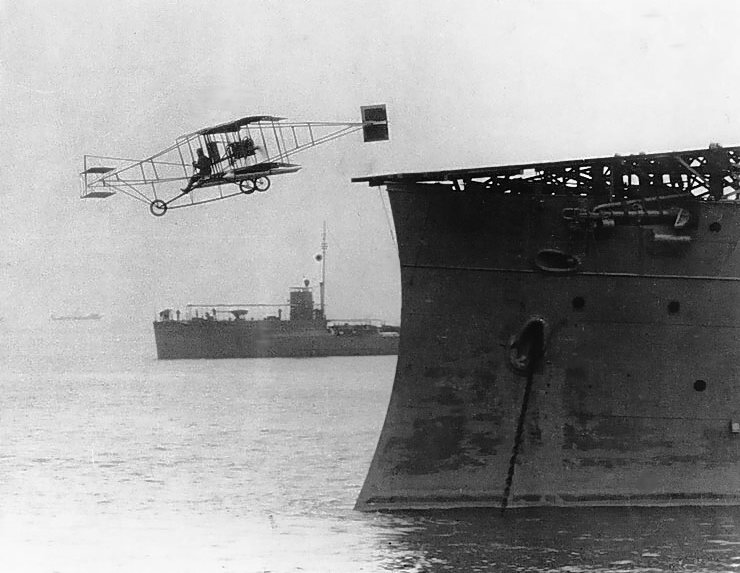
Ely stijgt op van de USS Birmingham, Hampton Roads, Virginia, November 14, 1910

Eugene Burton Ely (Williamsburg, 21 oktober 1879 - Macon, 19 oktober 1911) was een luchtvaartpionier, die als eerste van een vliegdekschip opsteeg en landde.